# Chris Smalling
Christopher Lloyd „Chris“ Smalling (* 22. November 1989 in London) ist ein englischer Fußballspieler, der in der Abwehr zum Einsatz kommt. Er steht seit 2024 in Saudi-Arabien beim al-Fayha FC unter Vertrag. Zuvor spielte er mehrere Jahre für die AS Rom und Manchester United und wurde mit Manchester zweimal englischer Fußballmeister.

## Karriere

### Verein
Der im Londoner Stadtteil Greenwich geborene Smalling spielte für den Isthmian-League-Klub Maidstone United, während er noch zur Schule ging. Nach zwölf Einsätzen mit einem Tor wechselte der jamaikanischstämmige Innenverteidiger 2008 zum Premier-League-Verein FC Fulham. Dort spielte er zum ersten Mal am 24. Mai 2009 am letzten Spieltag der Premier League gegen den FC Everton (0:2).
Zur Saison 2010/11 wechselte Smalling zu Manchester United. Am 28. August 2010 bestritt er beim 3:0-Heimsieg gegen West Ham United, als er in der 74. Minute eingewechselt wurde, sein erstes Ligaspiel für Manchester. In seiner ersten Saison bei Manchester United kam Smalling auf 16 Liga-Einsätze und wurde am Saisonende englischer Meister. In der folgenden Saison kam er erstmals in der Champions League zum Einsatz, zudem erzielte er sein erstes Tor in der Premier League. In der Saison 2012/13, in der Smalling auf 15 Liga-Einsätze kam, wurde er erneut mit Manchester United englischer Meister.
In den folgenden Jahren etablierte er sich als Stammspieler bei Manchester United und brachte es zwischen 2013 und 2016 auf jeweils mindestens 25 Einsätze pro Saison. In der Saison 2016/17 fehlte Smalling durch eine Fuß- und eine Knieverletzung mehrere Wochen und kam so auf nur 18 Einsätze in der Liga. In den beiden nachfolgenden Spielzeiten stand er 29- beziehungsweise 24-mal auf dem Platz.
Zur Saison 2019/20 wurde Smalling an die AS Rom verliehen. Nach einer Saison mit 30 Einsätzen (3 Tore) in der Serie A kehrte er zunächst zu Manchester United zurück. Nachdem Smalling unter Ole Gunnar Solskjær in den ersten Spielen der neuen Saison keine Rolle gespielt hatte, wechselte er Anfang Oktober 2020 kurz vor dem Ende der Transferperiode für 15 Millionen Euro erneut zur AS Rom und unterschrieb einen Vertrag bis zum 30. Juni 2023.
Ende August 2024 wechselte Smalling nach Saudi-Arabien zum al-Fayha FC.

### Nationalmannschaft
Smalling gab sein Debüt für die englische U-20-Nationalmannschaft im April 2009 bei einem Spiel gegen Italien. Am 11. August 2009, vier Monate nach seinem U-20-Debüt, gab er als Einwechselspieler sein Debüt in der U-21-Nationalmannschaft in einem Freundschaftsspiel gegen die Niederlande (0:0). Am 14. Dezember 2009 stand er erstmals in der Startelf und zwar in einem Qualifikationsspiel für die U-21-Europameisterschaft 2011 gegen Portugal im Wembley-Stadion (1:0). Am 8. Oktober 2010 erzielte er gegen Rumänien sein erstes Tor für die U-21.
Bei der Fußball-Europameisterschaft 2016 in Frankreich wurde er in das Aufgebot Englands aufgenommen. Er gehörte zu den Stammspielern und war in allen vier Partien bis zum Turnier-Aus im Achtelfinale jede Spielminute auf dem Platz.

## Erfolge
- Englische Fußballmeisterschaft (2): 2011, 2013
- FA Cup: 2016
- EFL Cup: 2017
- FA Community Shield (3): 2010, 2011, 2016
- UEFA Europa League: 2017
- UEFA Europa Conference League: 2022